# The Studio (TV-serie)
The Studio är en amerikansk komediserie som hade premiär den 26 mars 2025 på Apple TV+. Serien är en satir över dagens Hollywood, som följer den fiktive studiochefen Matt Remicks (Seth Rogen) struliga arbetsliv. 
Enligt Seth Rogen är "nästan allt" i serien baserat på riktiga händelser. Exempelvis att "en av studiocheferna grät" efter att inte ha blivit tackad av Rogen på Golden Globe-galan. Den första säsongen av The Studio, som är skapad av Evan Goldberg och Seth Rogen, består av 10 avsnitt.

## Handling
Serien kretsar kring en gammal filmstudio i Hollywood som kämpar för att överleva i en värld där det blir allt svårare för konst att bära sig ekonomiskt.

## Rollista (i urval)
- Seth Rogen – Matt Remick
- Catherine O'Hara – Amy
- Kathryn Hahn – Maya
- Ike Barinholtz – Sal Seperstein
- Chase Sui Wonders – Quinn